# GeoSUR
GeoSUR es un programa que adelantan las instituciones que producen información geoespacial en América Latina y el Caribe con la finalidad de implementar una red geoespacial regional y de apoyar a sentar las bases de una infraestructura de datos espaciales en la región. La Red apoya el desarrollo de servicios geográficos de acceso libre y permite obtener, localizar, consultar y analizar información espacial a través de mapas, imágenes de satélite y datos geográficos elaborados por las instituciones participantes y que poseen múltiples usos para diversos proyectos de desarrollo en la región.
La Red está liderada por la CAF - banco de desarrollo de América Latina- y el Instituto Panamericano de Geografía e Historia- (IPGH) y cuenta con la participación de más de 90 instituciones de la región, entre las que destacan los ministerios de planificación y obras públicas, los ministerios de medio ambiente y los institutos geográficos. 
La participación en la Red está abierta a cualquier productor de datos espaciales que tenga la disposición de colocar su información geoespacial a servicio del público y en aras de desarrollo de la región. Se enfatiza la participación de instituciones que generan información útil para la toma de decisiones y para actividades de desarrollo.

La Red, a través de su órgano articulador, el Programa GeoSUR, ha sido merecedora de 5 reconocimientos internacionales:
- Especial Achievement in GIS 2010, ESRI International User Conference 2010
- Latin American Geospatial Excellence Award, Latin American Geospatial Forum 2011
- Premio NASIG 2012, ESRI Venezuela
- Presidential Award for GeoSUR, Portal of the Americas, ESRI International User Conference 2012
- Premio MundoGeoConnect 2013, Mejor portal de datos geográficos de Latinoamérica.[4]

## Historia
En las Américas, la construcción de los componentes esenciales de una infraestructura de datos espaciales regional supera ya los 15 años de esfuerzos provenientes de múltiples sectores. A continuación de destacan los hitos esenciales que han marcado el camino:
•	 El establecimiento de SIRGAS en la “Conferencia Internacional para la Definición de un Sistema de Referencia Geocéntrico para América del Sur”, en Asunción (Paraguay, 1993).
•	 La creación en 1995 de la Red Interamericana de Datos Geoespaciales (en inglés IGDN).
•	 Las resoluciones adoptadas por las cuatro Conferencias Cartográficas Regionales de las Naciones Unidas para América reunidas cuadrienalmente desde 1997.
•El acta de febrero de 2000 en Bogotá (Colombia) mediante la cual 21 naciones americanas crearon a CP-IDEA.
•	 Las resoluciones de la Reunión de Consulta de la Comisión de Cartografía de 2001 y 2005 y la resolución de la 18 Asamblea General del IPGH (Venezuela, 2005).
•	 La declaración “Desarrollo de las Infraestructuras de Datos Espaciales en América” del Consejo Directivo del IPGH expedida en Bogotá en 2007 y la “Agenda Panamericana del IPGH 2010-2020”.
•	 El Programa Interamericano de Ciencia y Tecnología de la Organización de los Estados Americanos -OEA (Perú, 2003) que incorporó la “Iniciativa de Cooperación Hemisférica en el Campo de la Información Geográfica para el Desarrollo Integral de las Américas” y la Resolución 2328 de la 37 Asamblea General de la OEA (Panamá, 2007).
•	 La publicación de la familia de normas de la Organización Internacional de Normalización (ISO) en español en 2011.
•	 Las conferencias mundiales de la Asociación para la Infraestructura Global de Datos Espaciales (GSDI) realizadas en la región (Colombia, 2001; Chile, 2006, Trinidad y Tobago, 2008 y Canadá, 2012).
En el año 2007 se constituyó, en el marco de la reunión anual del IPGH en Brasilia, la Red de Información Geográfica de América Latina y El Caribe -  en el marco del Programa GeoSUR -  y destinada a la creación de geoservicios nacionales y regionales abiertos al público. Durante los primeros años de operación de la Red se desarrollaron diversos geoservicios regionales y se consolidó la participación de un número importante de instituciones nacionales.
En el año 2012, en el marco de la 44 Reunión del Consejo Directivo del IPGH, celebrada en Buenos Aires, se suscribió un documento que tiene como propósito fortalecer, armonizar y acelerar de manera coordinada y efectiva el desarrollo de las Infraestructuras de Datos Espaciales en las Américas. El documento fue suscrito por representantes de la CAF (Programa GeoSUR), el IPGH, el Sistema de Referencia Geocéntrico para las Américas (SIRGAS) y GGIM Americas. 
Para finales del 2013 participan en el programa más de 90 instituciones de 24 países de América Latina y El Caribe. Estas instituciones aportan información geográfica de utilidad para los planificadores de la región,utilizando tecnologías modernas para el manejo de geoinformación.

## Arquitectura GeoSUR
La arquitectura de GeoSUR se rige por los lineamientos básicos de elaboración de geoservicios definidos para las infraestructuras de datos espaciales (IDE), es descentralizada y se sustenta en el uso de estándares y protocolos OGC e ISO que permiten la interoperabilidad entre sus diferentes nodos. 
Los geoservicios regionales de la Red son operados y mantenidos por CAF y el IPGH con apoyo del U.S. Geological Survey (USGS). La gran mayoría de los geoservicios con información nacional, sub-nacional y urbana los mantienen y operan directamente las instituciones participantes.
La Plataforma GeoSUR comprende 5 componentes: 
•	El Portal Regional de América Latina y el Caribe
•	El Servicio de Mapas Regional
•	El Servicio de Procesamiento Topográfico Regional
•	 La red de geoservicios operados por instituciones participantes
•	El Portal Regional en ArcGIS Online.

## Componentes

### 1. El Portal Regional de América Latina y el Caribe
GeoSUR ha desarrollado, con el apoyo del Earth Resources Observation and Science Center (EROS) del USGS, el primer portal regional para América Latina y el Caribe, inaugurado en marzo del 2007. El portal ofrece acceso libre a un importante acervo geoespacial de información de la región, cuenta con descripciones detalladas de miles de datos espaciales y con una gran variedad de mapas y servicios geográficos de los países de la región que son operados y mantenidos por las instituciones participantes. 
El Portal posee una completa base de datos de metadatos que describe a los datos espaciales que han sido desarrollados por las instituciones participantes. Esta base de datos está conectada a catálogos similares operados por estas instituciones y se actualiza periódicamente mediante un mecanismo automático de recolección de metadatos. El Portal posee más de 13.000 metadatos en su base de datos y ofrece acceso, mediante un mecanismo de búsqueda, a más de 400.000 metadatos contenidos en otros catálogos. El Portal de GeoSUR cuenta también con un visor regional de mapas y un servicio de procesamiento topográfico que se describen más adelante.
El Portal fue desarrollado con el software Geoportal Server de la empresa ESRI y utiliza el software Joomla como manejador de contenidos.

### 2. El Servicio Regional de Mapas
Este servicio de visualización de datos espaciales fue diseñado por CAF y fue desarrollado y es mantenido por EROS. El servicio contiene información de mapas supranacionales generados por terceras instituciones y ofrece acceso a más de 10.000 mapas nacionales y locales contenidos en visores operados por instituciones participantes . La mayoría de la información supranacional es pública y está disponible para su descarga gratuita, junto con sus correspondientes metadatos. El servicio opera bajo ArcGIS Server 10.1 y funciona desde el año 2008.
El visor cuenta hoy en día con más de 600 mapas regionales, entre los que destacan los siguientes: datos de biodiversidad de la zona andina norte del Nature Serve, mapas de corales de las islas del Caribe del World Resources Institute, mapas de ecosistemas de Centroamérica del Banco Mundial y de ecosistemas andinos de la Comunidad Andina, datos de biomasa y de altura del dosel del bosque de la NASA, datos de cobertura terrestre de la Agencia Espacial Europea, datos climáticos de Worldclim, mapas geológicos de Suramérica de la iniciativa OneGeology, mapas de recursos minerales y mapas de zonas inundables del USGS y mapas del uso del suelo de las islas del Caribe. El visor también permite visualizar más de 10.000 mapas digitales contenidos en más de 350 geoservicios operados por instituciones participantes, integrar datos GeoRSS, evaluar en línea el impacto de proyectos de infraestructura y derivar datos a partir de modelos de elevación digital de la región, entre otros. 
Como parte de un proyecto adelantado entre CAF y el Darmouth Flood Observatory de la Universidad de Colorado, se están incorporando al visor mapas de inundaciones en tiempo casi real para la región y mapas de inundaciones históricas, y se está implementando un sistema para la estimación de caudal de ríos en más de 2.000 puntos de la región utilizando imágenes de satélite. 
Instituciones como el Banco Mundial, el Banco Interamericano de Desarrollo, la Comunidad Andina, el World Resources Institute, Nature Serve, Conservation International, NASA, el USGS, Woods Hole, la Universidad de Colorado, la Universidad de Buffalo, la Universidad de Maryland, Guyra Paraguay, el United States Agency for International Development (USAID), el Departamento del Interior de EE. UU., el US Forest Service, el Instituto Geográfico Militar de Chile, el Instituto Lincoln y los institutos geográficos de Mesoamérica han aportado datos espaciales regionales que se encuentran disponibles en el Servicio Regional de Mapas.

### 3. El Servicio Regional de Procesamiento Topográfico
GeoSUR desarrolló un Servicio de Procesamiento Topográfico (SPT) de libre acceso y disponible en Internet que permite generar datos derivados a partir de modelos digitales de Elevación (MDE) de América Latina y El Caribe. Los usuarios pueden ejecutar los modelos computacionales disponibles en este servicio usando un conjunto variado de MDE con resoluciones de 1 km. y 500, 250, 90 y 30 metros. Los modelos disponibles en el SPT incluyen: perfil de elevación, clasificación de pendientes, delimitación de cuencas, relieve sombreado, clasificación de elevaciones, aspecto, análisis de visibilidad y gota de lluvia, entre otros. Los usuarios pueden seleccionar y descargar los MDE de cualquier área de América Latina y el Caribe (con excepción del MDE de 30 metros) desde el SPT.
EROS rellenó los vacíos de información del MED generado por el Shuttle Radar Topography Mission (SRTM, resolución: 30 metros) con datos ASTER GDEM y GTOPO30 para toda la región de América Latina y el Caribe y creó mapas derivados y consistentes, que incluyen relieve sombreado, pendiente y aspecto para toda la región y que pueden visualizarse y descargarse a través del visor del Servicio Regional de Mapas.
El acceso al modelo SRTM de 30 metros de América Latina y el Caribe ha permitido a CAF, con apoyo del USGS, del Programa de Energía de CAF y de algunos ministerios de energía de la región, llevar a cabo evaluaciones de potencial hidroeléctrico en el Estado de Sao Paulo (Brasil), Perú y Bolivia. 

### 4. La red de geoservicios operados por instituciones participantes
Los geoservicios descritos anteriormente contienen información regional. La información geoespacial nacional y local está disponible a través de una red descentralizada de servicios de mapas operada por instituciones participantes, siendo compromiso de cada institución el desarrollo de servicios de mapas y catálogos de metadatos bajo los estándares del Open Geospatial Consortium (OGC). Los participantes actúan como editores de datos y tienen cuentas en el Portal GeoSUR que les permiten registrar sus geoservicios y administrarlos.
Las instituciones participantes tienen la libertad de elegir las plataformas de hardware y software para compartir datos con la Red, con la condición de que usen estándares reconocidos a nivel regional
En la actualidad el Portal de GeoSUR ofrece acceso a más de 100 visores, más de 350 servicios WMS y más de 40 servicios WFS, y en total ofrece acceso a más de 10.000 mapas digitales disponibles en geoservicios operados por instituciones participantes. GeoSUR ofrece entrenamiento, asistencia técnica y apoyo a las instituciones que están planificando o en proceso de desarrollar sus geoservicios y también presta apoyo para subir algunos de ellos a La Nube. 
Alrededor del 95% de los geoservicios conectados al Portal utilizan estándares de OGC.

### 5. El Portal Regional en ArcGIS Online
Durante el año 2013 se decide complementar la información y los servicios ofrecidos en el Portal GeoSUR mediante el lanzamiento de un Portal Regional operado en la plataforma ArcGIS Online de ESRI. Mediante este portal se ofrece acceso a parte de la información contenida en el Portal www.geosur.info en una plataforma de uso más sencillo y enfocada a usuarios que no posean conocimientos de SIG..

## Instituciones Participantes
| PAÍSES                   | INSTITUCIONES PARTICIPANTES |
| ------------------------ | --- |
| ARGENTINA                | - Instituto Geográfico Nacional - Ministerio de Agricultura |
| BÉLICE                   | - Centro de Información Territorial |
| BOLIVIA                  | - GeoBolivia - Instituto Geográfico Militar - Instituto Nacional de Estadísticas - Gobernación de Santa Cruz Archivado el 17 de noviembre de 2020 en Wayback Machine. - Ministerio de Hidrocarburos y Energía |
| BRASIL                   | - Instituto Brasileño de Geografía y Estadística (IBGE) - Ministerio del Medio Ambiente - MundoGeo - Instituto Nacional de Pequisas Espaciales (INPE) - Secretaría de Energía de Sao Paulo - Red Amazónica de Información Socioambiental Georeferenciada (RAISG) - Instituto Socioambiental (ISA) |
| CHILE                    | - Instituto Geográfico Militar - Ministerio del Medio Ambiente - Ministerio de Obras Públicas - Centro de Información de Recursos Naturales (CIREN) - Gobernación de la Región de Los Ríos - Sistema Nacional de Información Territorial (SNIT) |
| COLOMBIA                 | - Instituto Geográfico Agustín Codazzi (IGAC) - Ministerio de Ambiente y Desarrollo Sostenible - Instituto de Hidrología, Meteorología y Estudios Ambientales (IDEAM) Archivado el 1 de junio de 2014 en Wayback Machine. - Centro Internacional de Agricultura Tropical (CIAT) - Alcaldía de Santiago de Cali, Infraestructura de Datos Espaciales de Santiago de Cali - IDESC - Alcaldía de Bogotá - Ministerio de Investigación y Recursos Biológicos Alexander Von Humboldt - Universidad Tecnológica de Pereira - Ministerio de Transporte - INVIAS Archivado el 16 de abril de 2011 en Wayback Machine. - Unidad Administrativa Especial de Catastro Distrital, Coordinadora de la Infraestructura de Datos Espaciales de Bogotá, Colombia – IDECA |
| COSTA RICA               | - Instituto Geográfico Nacional - Ministerio del Ambiente, Energía y Telecomunicaciones (MINAET) - Instituto Nacional de Estadísticas y Censos - Programa de Regularización de Catastro |
| ECUADOR                  | - Instituto Geográfico Militar - Centro de Levantamientos Integrados de Recursos Naturales por Sensores Remotos (CLIRSEN) - Ministerio del Ambiente - Universidad de Azuay - Consejo Nacional de Electricidad |
| EL SALVADOR              | - Instituto Geográfico Nacional - Ministerio de Desarrollo Urbano |
| GUATEMALA                | - Instituto Geográfico Militar - Ministerio del Ambiente y Recursos Naturales Archivado el 13 de abril de 2010 en Wayback Machine. - Secretaría de Planificación y Programación de la Presidencia (SEGEPLAN) - Viceministerio de Vivienda y Desarrollo Urbano |
| HONDURAS                 | - Dirección General de Catastro y Geografía |
| JAMAICA                  | - Consejo de Información Territorial - Water Resources Authority |
| MÉXICO                   | - Instituto Nacional de Estadística y Geografía |
| NICARAGUA                | - Instituto Nacional de Estudios Territoriales (INETER) - Ministerio Agropecuario y Forestal (MAGFOR) |
| PANAMÁ                   | - Instituto Geográfico Tommy Guardia - Autoridad Nacional del Ambiente (ANAM) - Instituto Nacional de Estadísticas |
| PARAGUAY                 | - Servicio Geográfico Militar - Secretaría del Ambiente - Ministerio de Obras Públicas y Comunicaciones Archivado el 19 de diciembre de 2013 en Wayback Machine. - Guyra Paraguay |
| PERÚ                     | - Instituto Geográfico Nacional - Ministerio de Medio Ambiente (MINAM) - Instituto Geológico, Minero y Metalúrgico (INGEMMET) - Ministerio de Energía y Minas |
| REPÚBLICA DOMINICANA     | - Ministerio del Medio Ambiente y Recursos Naturales |
| TRINIDAD Y TOBAGO        | - Surveys and Mapping Division - Institute of Marine Affairs - Lands and Survay Division |
| URUGUAY                  | - Servicio Geográfico Militar Archivado el 20 de septiembre de 2020 en Wayback Machine. - Ministerio de Vivienda, Ordenamiento Territorial y Medio Ambiente Archivado el 7 de diciembre de 2013 en Wayback Machine. - Intendencia de Montevideo - Agencia para el Gobierno Electrónico y Sociedad de la Información - Dirección Nacional del Medio Ambiente - Sistema Nacional de Emergencias |
| VENEZUELA                | - Instituto Geográfico de Venezuela Simón Bolívar - Instituto Venezolano de Investigaciones Científicas (IVIC) - Empresa SIGIS - Gobernación de Miranda - Centro de Procesamiento Digital de Datos (CPDI) - Cartogeo |
| INSTITUCIONES REGIONALES | - Banco Interamericano de Desarrollo (BID) - Global Geospatial Information Management (GGIM Américas) - Comunidad Andina de Naciones (CAN) - EU Joint Research Center (INSPIRE) - Programa de las Naciones Unidas para el Medio Ambiente - Universidad de Colorado - Universidad de Buffalo - NASA - Universidad de Twente - USAID - Nature Serve - The Nature Conservancy - University of the West Indies |

## Premio GeoSUR
El Premio GeoSUR se otorga anualmente y reconoce la aplicación de los datos espaciales y el desarrollo de servicios de información geoespacial que por sus características de innovación y relevancia aporten al cumplimiento de los objetivos generales del Programa GeoSUR y fomenten el uso de la información geográfica para la toma de decisiones en América Latina y el Caribe. Pueden participar instituciones o individuos de cualquier país de la región. Las bases del premio se anuncian a comienzos de cada año en los portales del IPGH y del Programa GeoSUR.
Se otorgó el Premio GeoSUR 2012, en la modalidad de innovación, al Proyecto de Integración de Datos Geoespaciales para Mesoamérica, presentado por el Instituto Geográfico y del Catastro Nacional de El Salvador; mientras el premio, en la modalidad de relevancia, correspondió al Geoservidor del Ministerio del Ambiente del Perú (MINAM).
Se otorgó el Premio GeoSUR 2013 al proyecto “Terra-i, un sistema de monitoreo del cambio en la vegetación natural en Latinoamérica en tiempo real presentado por el Centro Internacional de Agricultura Tropical (CIAT). Se otorgó mención de honor a dos proyectos en dicho año: la "Plataforma computacional para desenvolvimento de sistemas de monitoramento, análise e alerta a extremos ambientais” presentado por el Instituto Nacional de Pesquisas Espaciais (INPE) de Brasil y la “Memoria del sistema de registro de ítems geográficos” presentado por la Infraestructura de Datos Espaciales para el Distrito Capital (IDECA) de Colombia.